# ГАЕС Бед-Крік
ГАЕС Бед-Крік — гідроакумулювальна електростанція у штаті Південна Кароліна (Сполучені Штати Америки).
У 1973 році для роботи ГЕС Jocassee спорудили водосховище на річці Keowee, яка дренує східний схил Аппалачів та є правим витоком Сінеки, котра в свою чергу є лівою твірною Саванни (впадає до Атлантичного океану на межі штатів Південна Кароліна та Джорджія). Ця водойма має площу поверхні 30,6 км2 та припустиме коливання рівня в операційному режимі між позначками 329 та 338 метрів НРМ, що дозволяє створити корисний об'єм у 278 млн м3. На початку 1990-х її залучили до потужної гідроакумулювальної схеми як нижній резервуар проекту Бед-Крік.
Верхній резервуар створили на висотах правобережжя Keowee за допомогою трьох кам'яно-накидних споруд із земляним ядром (дві з яких перекрили струмки Бед-Крік та Вест-Бед-Крім), котрі потребували 9,9 млн м3 породи. Вони утримують водойму з площею поверхні 1,5 км2 та об'ємом 41,8 млн м3, в якій відбувається коливання рівня між позначками 655 та 704 метри НРМ.
Зі сховища через напірну шахту та тунель загальною довжиною 1532 метри та діаметром 10,2 метра ресурс потрапляє до чотирьох водоводів завдовжки по 118 метрів, які в свою чергу подають його до машинного залу. Останній споруджений у підземному виконання та має розміри 132х23 метри при висоті 49 метрів.
Основне обладнання ГАЕС становлять чотири оборотні турбіни типу Френсіс загальною потужністю 1065 МВт, які використовують різницю у висоті між верхнім і нижнім б'єфом (різниця може сягати 375 метрів). У 2018 році регуляторний орган видав дозвіл на збільшення потужності станції до 1400 МВт.
З нижнім резервуаром зал сполучають чотири тунелі довжиною по 96 метрів, які переходять у один довжиною 244 метри.
Зв'язок з енергосистемою відбувається по ЛЕП, розрахованій на роботу під напругою 500 кВ.